# マルコ・ロウロ
マルコ・ロウロ（Marcos Lôro、1981年6月23日 - ）は、ブラジルの男性総合格闘家。アマゾナス州マナウス出身。アメリカ合衆国ニューヨーク州ロングアイランド在住。マルコ・ガウヴァオンMMA/ロングアイランドMMA所属。元Bellator世界バンタム級王者。
ジョゼ・アルドの師匠でもある。

## 来歴
12歳からノナト・マシャードの元でブラジリアン柔術を始める。その後リオデジャネイロに移りノヴァウニオンで自らの技術を磨いた。
2003年5月4日、修斗でプロ総合格闘技デビュー。塩澤正人に判定勝ち。
2005年9月23日、修斗で外薗晶敏と対戦し、2Rにダウンを奪われ、0-3の判定負けを喫した。
2007年12月12日、WEC 33でブライアン・ボウルズと対戦し、2RにKO負けを喫した。
2008年9月28日、修斗世界フェザー級（-60kg）タイトルマッチで王者上田将勝に挑戦し、1-1の判定ドローで王座獲得に失敗した。
2009年3月1日、WEC 39でダマッシオ・ペイジと対戦し、1試合開始18秒でKO負けを喫した。

### Bellator
2011年4月16日、Bellator 41でジョー・ウォーレンと対戦し、1-2の判定負けを喫した。
2012年8月24日、Bellator 73で行われたバンタム級トーナメント決勝でルイス・ノゲイラにTKO勝利を収め優勝を果たした。
2013年2月14日、Bellator 89のBellator世界バンタム級タイトルマッチで王者のエドゥアルド・ダンタスに挑戦し、パウンドでKO負けを喫し王座獲得に失敗した。
2015年3月27日、Bellator 135のBellator世界バンタム級タイトルマッチで王者のジョー・ウォーレンと再戦し、膝十字固めで一本勝ちを収め王座獲得に成功した。
2016年6月17日、Bellator 156のBellator世界バンタム級タイトルマッチで挑戦者のエドゥアルド・ダンタスと再戦し、0-3の判定負けを喫し王座陥落した。

## 戦績
| 総合格闘技 戦績 | 総合格闘技 戦績 | 総合格闘技 戦績 | 総合格闘技 戦績 | 総合格闘技 戦績 | 総合格闘技 戦績 | 総合格闘技 戦績 |
| --------------- | --------------- | --------------- | --------------- | --------------- | --------------- | --------------- |
| 31 試合         | (T)KO           | 一本            | 判定            | その他          | 引き分け        | 無効試合        |
| 18 勝           | 4               | 1               | 13              | 0               | 1               | 0               |
| 12 敗           | 4               | 0               | 8               | 0               | 1               | 0               |

| 勝敗 | 対戦相手                 | 試合結果                          | 大会名                                                                          | 開催年月日     |
| ×    | エルビス・シウバ         | 5分3R終了 判定0-3                 | Shooto Brazil 91                                                                | 2019年4月5日   |
| ×    | Max Coga                 | 3R 2:19 TKO                       | PFL 4                                                                           | 2018年7月19日  |
| ×    | ナザレノ・マレガリエ     | 5分3R終了 判定0-3                 | PFL 1                                                                           | 2018年6月7日   |
| ×    | サム・シシリア           | 5分3R終了 判定0-3                 | Bellator 189: Budd vs. Blencowe 2                                               | 2017年12月1日  |
| ×    | エマニュエル・サンチェス | 5分3R終了 判定0-3                 | Bellator 175: Rampage vs. King Mo 2                                             | 2017年3月31日  |
| ○    | L.C.デイビス             | 5分3R終了 判定2-1                 | Bellator 166: Dantas vs. Warren 2                                               | 2016年12月2日  |
| ×    | エドゥアルド・ダンタス   | 5分5R終了 判定0-3                 | Bellator 156: Galvao vs. Dantas 2 【Bellator世界バンタム級タイトルマッチ】      | 2016年6月17日  |
| ○    | ジョー・ウォーレン       | 2R 0:45 膝十字固め                | Bellator 135: Warren vs. Galvao 【Bellator世界バンタム級タイトルマッチ】        | 2015年3月27日  |
| ○    | トーマス・バスケス       | 5分3R終了 判定3-0                 | Bellator 118                                                                    | 2014年5月2日   |
| ○    | トム・マッケンナ         | 1R 4:29 TKO（パウンド）           | Bellator 108                                                                    | 2013年11月15日 |
| ○    | ピラォン・サンタナ       | 2R TKO（マウントパンチ）          | Shooto Brazil 40                                                                | 2013年6月28日  |
| ×    | エドゥアルド・ダンタス   | 2R 3:01 KO（右アッパー→パウンド） | Bellator 89 【Bellator世界バンタム級タイトルマッチ】                            | 2013年2月14日  |
| ○    | ルイス・ノゲイラ         | 2R 4:20 TKO（グラウンドの肘打ち） | Bellator 73 【バンタム級トーナメント 決勝】                                     | 2012年8月24日  |
| ○    | トラヴィス・マークス     | 5分3R終了 判定3-0                 | Bellator 68 【バンタム級トーナメント 準決勝】                                   | 2012年5月11日  |
| ○    | エド・ウェスト           | 5分3R終了 判定3-0                 | Bellator 65 【バンタム級トーナメント 1回戦】                                    | 2012年4月13日  |
| ×    | アレクシス・ヴィラ       | 5分3R終了 判定1-2                 | Bellator 55 【バンタム級トーナメント 準決勝】                                   | 2011年10月22日 |
| ○    | チェイス・ビービー       | 5分3R終了 判定2-1                 | Bellator 51 【バンタム級トーナメント 1回戦】                                    | 2011年9月24日  |
| ×    | ジョー・ウォーレン       | 5分3R終了 判定1-2                 | Bellator 41                                                                     | 2011年4月16日  |
| ○    | ライアン・バッカーロ     | 5分3R終了 判定3-0                 | Ring of Combat 33 【ROCフェザー級王座決定戦】                                   | 2010年12月3日  |
| ○    | ジェイコブ・カーワン     | 4分3R終了 判定3-0                 | Ring of Combat 31                                                               | 2010年9月24日  |
| ○    | デビッド・ダービー       | 1R 1:37 TKO（パンチ連打）         | Washington Combat: Battle of the Legends                                        | 2010年5月15日  |
| ×    | ダマッシオ・ペイジ       | 1R 0:18 KO（スタンドパンチ連打）  | WEC 39: Brown vs. Garcia                                                        | 2009年3月1日   |
| △    | 上田将勝                 | 5分3R終了 判定1-1                 | "修斗伝承 03" ROAD TO 20th ANNIVERSARY 【修斗世界フェザー級チャンピオンシップ】 | 2008年9月28日  |
| ×    | ブライアン・ボウルズ     | 2R 2:09 KO（パンチ）              | WEC 31: Faber vs. Curran                                                        | 2007年12月12日 |
| ○    | 大沢ケンジ               | 5分3R終了 判定2-0                 | 修斗 BACK TO OUR ROOTS 03                                                       | 2007年5月18日  |
| ○    | 植松直哉                 | 5分3R終了 判定3-0                 | Fury FC 1: Warlords Unleashed                                                   | 2006年9月27日  |
| ○    | フレジソン・パイシャオン | 5分3R終了 判定3-0                 | Jungle Fight 6                                                                  | 2006年4月29日  |
| ×    | 外薗晶敏                 | 5分3R終了 判定0-3                 | 修斗                                                                            | 2005年9月23日  |
| ○    | 秋本じん                 | 5分3R終了 判定3-0                 | 修斗                                                                            | 2004年9月26日  |
| ○    | 勝村周一朗               | 5分3R終了 判定3-0                 | 修斗                                                                            | 2004年1月24日  |
| ○    | 塩澤正人                 | 5分3R終了 判定2-0                 | 修斗                                                                            | 2003年5月4日   |

## 獲得タイトル
- 柔術オリンピック世界杯（コパ・ド・ムンド） 黒帯プルーマ（-61kg）級 3位（2003年）
- 第3代ROCフェザー級王座（2010年）
- Bellatorシーズン6 バンタム級トーナメント 優勝（2012年）
- 第4代Bellator世界バンタム級王座（2015年）

## 表彰
- SHERDOG ロバー・オブ・ザ・イヤー（2011年）